# International Computer and Information Literacy Study
International Computer and Information Literacy Study (ICILS) byla první mezinárodní komparativní studií sledující schopnost žáků používat počítače k vyhledávání, vytváření a sdílení informací za účelem úspěšného fungování jedince ve společnosti.
Organizátorem mezinárodního šetření v letech 2010 až 2013 byla International Association for the Evaluation of Educational Achievement (IEA), která od svého vzniku v 60. letech 20. století uskutečnila více než 30 rozsáhlých mezinárodních výzkumů a ICILS na ně volně navazovala.
Na národní úrovni České republiky studie organizovala Česká školní inspekce prostřednictvím projektu Kompetence III.

## Cíl studie
Výzkum vznikl na základě vzrůstajícího užívání informačních a komunikačních technologií v moderní společnosti a potřebě občanů přezkoumat dovednosti nutné k efektivnímu žití ve společnosti. Byl prvním mezinárodním projektem, který zkoumal úroveň rozvoje vědomostí, dovedností a postojů v oblasti ICT.
Cílem bylo zjistit úroveň počítačové a informační gramotnosti mladých lidí a popsat způsoby jejich rozvíjení. Součástí studie bylo i shromažďování údajů o školních zdrojích a metodách práce s počítači v rámci výuky a také přehled o vzdělávacích systémech a vzdělávací politice zúčastněných zemích se zvláštním důrazem na ICT.

## Nástroje výzkumu a výzkumný vzorek
ICILS byl představen v červenci 2010 na prvním střetnutí mezinárodních výzkumných koordinátorů v Amsterdamu.
Nástroje byly vytvořeny do první poloviny roku 2012, s testováním se začalo začátkem roku 2013.
Základní otázky se týkaly prostředí, v němž je počítačová a informační gramotnost rozvíjená a dosažené úrovně počítačové a informační gramotnosti žáků.
Cílovou skupinou šetření byli žáci 8. ročníku povinné školní docházky za předpokladu, že průměrný věk je alespoň 13,5 let. V ČR byli do šetření zařazení žáci 8. ročníku základní školy a tomu odpovídajících ročníků víceletých gymnázií.
Pro účast v šetření byly školy vybrány mezinárodním centrem a to tzv. dvoukrokovým stratifikovaným výběrem. Každý stát byl prezentován min. 150 školami, které byly vybrány systematicky s ohledem na počet studentů v daném ročníku. Přednost měly větší školy. Poté byli ze škol vybrání žáci. Ve větších školách bylo náhodně vybráno 20 žáků napříč třídami. V případě menších škol, kde byl počet žáků do 25 v příslušném ročníku, byli zapojeni všichni žáci.
Do šetření byli zapojeni i učitelé žáků, a to všichni, kteří ve zkoumaném ročníku učí běžné předměty, alespoň jednu třídu a jsou ve škole zaměstnání, alespoň od začátku příslušného školního roka. Z takto stanoveného základního souboru bylo poté náhodným výběrem vybráno 15 učitelů a v případě, že v ročníku bylo takových učitelů nejvýše 20, byli zapojeni všichni.
V ČR bylo takto zapojeno 170 škol, 3200 žáků (z toho 86,4 % žáků ZŠ a 13,6 % žáků víceletých gymnázií) a 2150 učitelů.
Celkově se ICILS zúčastnilo (přibližně) 3300 škol, 60 000 žáků a 35 000 učitelů.
Šetření se zúčastnili i ředitelé a koordinátoři ICT ze všech vybraných škol.
Při šetření byly použity tyto testové nástroje:
- Mezinárodní test pro žáky obsahující elektronicky zadávaný soubor autentických otázek a úkolů určených k měření počítačové a informační gramotnosti
- Dotazník pro žáky obsahující elektronicky zadávaný soubor otázek zaměřených na zjišťování osobních a sociálních charakteristik testovaných žáků a jejich zkušeností s používáním počítačů doma a ve škole. Dotazník rovněž zjišťuje postoje žáků k používání informačních a komunikačních technologií.
- Dotazník pro učitele zadávaný vybraným učitelům, kteří ve zkoumaném ročníku učí jakýkoli předmět. Učitelé zodpovídají otázky o sobě a o používání informačních a komunikačních technologií. Jsou požádáni, aby zhodnotili svoji sebejistotu při používání počítačů ve výuce, skutečnou míru jejich používání a své postoje k používání počítačů ke vzdělávacím účelům.
- Dotazník pro ředitele škol zadávaný ředitelům vybraných škol obsahující otázky o charakteristikách školy, o používání ICT ke vzdělávacím účelům a o řízení ICT ve škole.
- Dotazník pro školní koordinátory ICT zaměřený na zjišťování informací o vybavení školy počítači a dalšími digitálními technologiemi a o podpoře poskytované učitelům v souvislosti s ICT. V menších školách, které nemají koordinátora ICT, tento dotazník vyplňuje ředitel, zástupce ředitele, nebo jiná pověřená osoba.
- Národní kontextuální kurikulární dotazník, který vyplňuje národní centrum ve spolupráci s odborníky v jednotlivých zúčastněných zemích. Cílem tohoto dotazníku je získat z každé země informace o struktuře vzdělávacího systému, o postavení počítačové a informační gramotnosti v národním kurikulu, o národních iniciativách souvisejících s ICT a o počítačovém a informačním vzdělávání. Tyto informace přispějí k vytvoření celkového obrazu o počítačovém a informačním vzdělávání v zúčastněných zemích a k interpretaci výsledků získaných pomocí jiných výzkumných nástrojů.

Test pro žáky byl zadáván lokálně prostřednictvím USB flash disků (pro každého žáka byl připraven jeden flash disk) a dotazníky pro učitele, ředitele a školní koordinátory ICT byly zadávány online pomocí webové aplikace.

## Výsledky studie z roku 2013
Výsledky testů byly uváděny v bodech, které byly rozděleny do čtyř levelů.
Level 1 (skóre 407 – 491 bodů) – studenti demonstrují pracovní znalost s počítači jako s nástroji. Používají základní příkazy k vykonání základních komunikačních činností. Dokáží např. oříznout obrázek pomocí software či otevřít link v novém okně prohlížeče.
Level 2 (skóre 492 – 576 bodů) – studenti používají počítače k velmi jednoduchému a přesně formulovanému vyhledávání nebo k organizačním činnostem. Umí jednoduše upravit text, nebo vytvořit jednoduchý informační produkt, ve kterém udržují konzistentní úpravu a mají základní povědomí o mechanismech ochrany osobních údajů. Dokáží např. využít funkci formátování nebo použít jednoduchý editor pro tvorbu webových stránek či vysvětlit souvislost mezi počtem znaků hesla a jeho sílou.
Level 3 (skóre 577 – 661 bodů) – studenti zvládnou samostatně používat počítače k vyhledávání a zpracovávání informací. Umí vybrat nejvhodnější zdroj pro daný účel a vyhledat informace v poskytnutých zdrojích. Dovedou např. pracovat s rozložením obrázků při tvorbě plakátu či pracovat s barvami a kontrastem.
Level 4 (skóre víc než 661 bodů) – studenti vybírají nejrelevantnější informace, které používají ke komunikaci. Vytvářejí informace s ohledem na zaměření a složení publika a uvědomují si rizika spojená s používáním soukromých informací na internetu. Dokáží např. vybrat ze široké nabídky výsledků ve vyhledávači takový, který vyhovuje specifikovaným kritériím, nebo posoudit spolehlivost informací určených k propagaci nějakého produktu na komerční webové stránce.

### Celosvětové výsledky
84 % všech žáků dosahuje alespoň Level 1 - základní znalosti práce s PC
61 % všech žáků dosahuje alespoň level 2 - základní práce s PC jako zdrojem informací
23 % všech žáků dosahuje alespoň level 3 - dostačující znalosti a dovednosti informačních a komunikačních technologií pro získávání a užívání informací
2 % všech žáků dosahuje level 4 - při hledání a používání informací využívají kritické myšlení
S průměrem 553 bodů se na prvním místě umístila Česká republika. Za ní následuje Dánsko a Polsko.
Na posledních příčkách se umístilo Chile (487 bodů), Thajsko (373 bodů) a Turecko(361 bodů).

### Dosažené úrovně českých žáků
Méně než Level 1 – 2 % žáků
Level 1 – 13 % žáků
Level 2 – 48 % žáků
Level 3 – 34 % žáků
Level 4 – 3 % žáků

## Zúčastněné země
Do šetření bylo zapojeno 21 edukačních systémů z celého světa. Tři z nich byli tzv. benchmarkingoví účastnící, a to Buenos Aires, Newfoundland a Labrador (Kanada) a Ontario (Kanada).
Ostatní země
Austrálie, Čile, Chorvatsko, Česká republika, Dánsko, Německo, Hongkong (SAR), Korea, Litva, Nizozemsko, Norsko, Polsko, Ruská federace, Slovenská republika, Slovinsko, Švýcarsko, Thajsko a Turecko.

## Závěr studie
Studie prokázala, že dívky mají lepší výsledky než chlapci, ale méně si věří a pro rozvíjení ICT je pro ně škola důležitá. Naopak chlapci se více dovedností naučili sami. Úspěch studentů závisí i na dalších faktorech jako je přístup k počítačům, počet knih v domácnosti, vzdělání rodičů, partnerský status rodičů.
Škola tedy může přispět k rozvíjení gramotnosti studentů, a to častějším využívaním ICT nástrojů učiteli při výuce a vedení žáků k využívání ICT při školní práci. Je potřebné profesní vzdělávání učitelů a nastavení školských podmínek k podpoře využívání ICT při výuce.
Od roku 2015 se připravuje další kolo studie ICILS 2018, výsledky by měly být dostupné v roce 2019.